# Bommasandra
Bommasandra è una suddivisione dell'India, classificata come census town, di 7.570 abitanti, situata nel distretto di Bangalore Rurale, nello stato federato del Karnataka. In base al numero di abitanti la città rientra nella classe V (da 5.000 a 9.999 persone).

## Geografia fisica
La città è situata a 13° 36' 39 N e 77° 36' 23 E.

## Società

### Evoluzione demografica
Al censimento del 2001 la popolazione di Bommasandra assommava a 7.570 persone, delle quali 4.418 maschi e 3.152 femmine. I bambini di età inferiore o uguale ai sei anni assommavano a 1.104, dei quali 598 maschi e 506 femmine. Infine, coloro che erano in grado di saper almeno leggere e scrivere erano 5.456, dei quali 3.526 maschi e 1.930 femmine.